# Carlos Heitor Cony

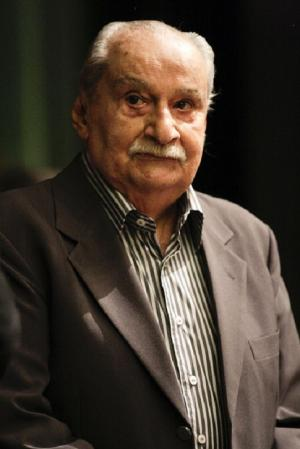
Carlos Heitor Cony (2013)

Carlos Heitor Cony (* 14. März 1926 in Rio de Janeiro; † 5. Januar 2018 ebenda) war ein brasilianischer Schriftsteller und Journalist. Er schrieb u. a. für den Correio da Manhã. Er galt als politisch Mitte-links und wurde unter der Militärregierung der 1960er Jahre verfolgt.
Seit dem 23. März 2000 war er als Nachfolger von Herberto Sales Inhaber des cadeira 3 der Academia Brasileira de Letras. Zahlreiche seiner Werke wurden verfilmt.

## Werke

### Romane
- O ventre (1958)
- A verdade de cada dia (1959)
- Tijolo de segurança (1960)
- Informação ao crucificado (1961)
- Matéria de memória (1962)
- Antes, o verão (1964)
- Balé branco (1965)
- Pessach: a travessia (1967)
- Pilatos (1973)
- Paranóia: a noite do massacre (1975)
- Quase memória (1995)
- O piano e a orquestra (1996)
- A casa do poeta trágico (1997) - Prêmio Jabuti de Livro do Ano 1998, Kategorie Fiktion
- Romance sem palavras (1999)
- O indigitado (2001)
- A tarde da tua ausência (2003)
- O beijo da morte (2003) mit Beteiligung von Ana Lee
- O adiantado da hora (2006)

### Crônicas
- Da arte de falar mal (1963)
- O ato e o fato (1964)
- Posto Seis (1965)
- Os anos mais antigos do passado (1998)
- O Harém das Bananeiras (1999)
- O presidente que sabia javanês (2000) mit Angeli
- O tudo ou o nada (2004)

### Kurzgeschichten
- Quinze anos (1965)
- Sobre todas as coisas (1968)
  - Neuausgabe unter dem Titel: Babilônia! Babilônia! (1978)
- O burguês e o crime e outros contos (1997)

### Jugendliteratur
- Uma história de amor(1978)
- Rosa, vegetal de sangue (1979)
- O irmão que tu me deste (1979)
- A gorda e a volta por cima (1986)
- Luciana saudade (1989)
- O laço cor-de-rosa (2002)

### Journalismus
- Nos passos de João de Deus (1981)
- Lagoa (1996)

## Einzelnachweis
1. ↑  Carlos Heitor Cony morre aos 91 anos